# Warren Robinett
Warren Robinett (Springfield, 25 dicembre 1951) è un programmatore e autore di videogiochi statunitense.
È noto come sviluppatore di programmi interattivi di computer grafica, per aver creato il videogioco Adventure, il primo videogioco d'avventura/azione grafico ed uno dei titoli di maggior successo per la console Atari 2600, e come uno dei fondatori di The Learning Company
, dove ha disegnato Rocky's Boots e Robot Odyssey. Più recentemente ha lavorato su progetti di realtà virtuale come il NanoManipulator, la Virtual Environment Workstation per la NASA ed altri.

## Biografia
Warren Robinett nasce il 25 dicembre 1951 a Springfield, Missouri (USA). Frequenta la Rice University, dove si laurea nel 1974 (in "Applicazioni del Computer al Linguaggio ed all'Arte"). Lavora come programmatore Fortran presso la Western Geophysical di Houston, Texas e poi riceve un master dall'Università della California nel 1976 in Scienze informatiche. A novembre del 1977 entra a lavorare presso Atari, Inc., dove resta fino al 1979.
Nel 1980 fonda la società The Learning Company e progetta il gioco educativo Rocky's Boots, distribuito per i computer della serie Apple II, per il Commodore 64, per i PC IBM e per il TRS-80 Color Computer, ed il suo seguito, Robot Odissey.
Nel 1987 scrive il software per la gestione del sistema di realtà virtuale Virtual Environment Workstation sviluppato dalla NASA, uno dei primi sistemi di realtà virtuale ad utilizzare un guanto dati per l'interazione con il mondo virtuale.
Nel 1991 crea, con Stan Williams, il NanoManipulator, un sistema di realtà virtuale che si interfaccia con un microscopio a scansione di sonda che permette all'operatore di vedere, toccare e manipolare le macromolecole.

## Gli anni presso Atari
Robinett viene assunto da Atari come sviluppatore di videogiochi per l'Atari 2600. Il suo primo lavoro è Slot Racers in cui 2 giocatori guidano le proprie auto attraverso un labirinto sparando missili all'auto dell'avversario e schivando quelli lanciati verso la propria. Durante lo sviluppo del gioco, Robinett scopre Colossal Cave Adventure, un'avventura testuale scritta da Will Crowther e Don Woods molto diffusa su ARPANET, giocandola allo Stanford Artificial Intelligence Lab dove lavora un suo amico, e decide che essa può essere la base per un bel videogioco grafico. Nonostante l'hardware limitato dell'Atari 2600, che ha solo 128 byte di RAM e può indirizzare solo 4 096 byte di ROM, ed il parere sfavorevole del presidente di Atari Ray Kassar, che considera la realizzazione del gioco impossibile, Robinett riesce a portare a termine il gioco che Atari pubblica nel 1979 come Adventure.
Adventure è un gioco molto semplice, che il giocatore gestisce con un solo joystick: nonostante questo l'idea risulta vincente ed il titolo vende 1 milione di copie.
Robinett, ad un certo punto, abbandona temporaneamente lo sviluppo di Adventure per dedicarsi ad un'altra idea, BASIC Programming, un ambiente di sviluppo basato sul linguaggio BASIC, creato per insegnare le basi di programmazione e strutturato in modo tale che il flusso dell'esecuzione del programma inserito dall'utente procede un'istruzione per volta, mentre sullo schermo vengono mostrati i contenuti dello stack e delle variabili. BASIC Programming è un ambiente molto rudimentale perché l'Atari 2600 ha solo 128 byte di RAM per cui permette la scrittura di programmi estremamente brevi e poco complessi.
BASIC Programming viene terminato quasi contemporaneamente ad Adventure. Consegnati i due software, Robinet si licenzia da Atari. I motivi sono diversi, ma principalmente Robinett giustifica la sua decisione con la scarsa retribuzione economica in relazione ai guadagni percepiti da Atari dalla vendita dei giochi e l'assenza di gratificazione personale a causa del fatto che la società non inserisce i nomi dei programmatori nei giochi in vendita.

### L'Easter Egg
L'allora presidente di Atari, Kassar, reputa infatti che i programmatori siano importanti quanto gli operai della catena di montaggio che assemblano le cartucce: per questo motivo non ricevono nessun credito nei giochi da loro realizzati. Inoltre essi percepiscono un normale stipendio, senza nessun tipo di royalty sulle vendite dei titoli da loro prodotti. Questa politica genera malcontento fra i programmatori, che iniziano a lasciare Atari: alcuni di essi fondano anche alcune società concorrenti, come Activision e Imagic.
Anche Robinett non ama questo trattamento: decide perciò di piazzare un oggetto nascosto nel gioco Adventure che permette al giocatore di raggiungere una stanza segreta in cui sono visualizzate le parole "Created by Warren Robinett": nasce così uno dei primi Easter egg della storia dei videogiochi, il primo a cui viene dato quel nome. L'Easter Egg di Adventure viene scoperto diversi mesi dopo il licenziamento di Robinett, quando il gioco è già in commercio, da un giocatore dodicenne, che scrive ad Atari per informare la società della cosa. Ma ormai la cosa è irrimediabile perché il gioco è già in commercio e perché per riprogettare un nuovo chip ROM con il codice senza Easter egg occorrono circa 10 000 dollari.